# Зажевичский сельсовет
Зажевичский сельский Совет — сельский Совет на территории Солигорского района Минской области Республики Беларусь.

## Состав
Зажевичский сельсовет включает 15 населённых пунктов:
- Березовка — деревня.
- Загорье — деревня.
- Зажевичи — агрогородок.
- Заозёрный — посёлок.
- Камень — деревня.
- Корысть — деревня.
- Красный Берег — деревня.
- Криваль — деревня.
- Криваль — посёлок.
- Лесовня — деревня.
- Новая Грамота — деревня.
- Новые Терушки — деревня.
- Обидемля — деревня.
- Старые Терушки — агрогородок.
- Тесово — деревня.

Упразднённые населённые пункты на территории сельсовета:
- Саковичи — деревня.
- Язовинь — деревня.